# Brigitte Oleschinski

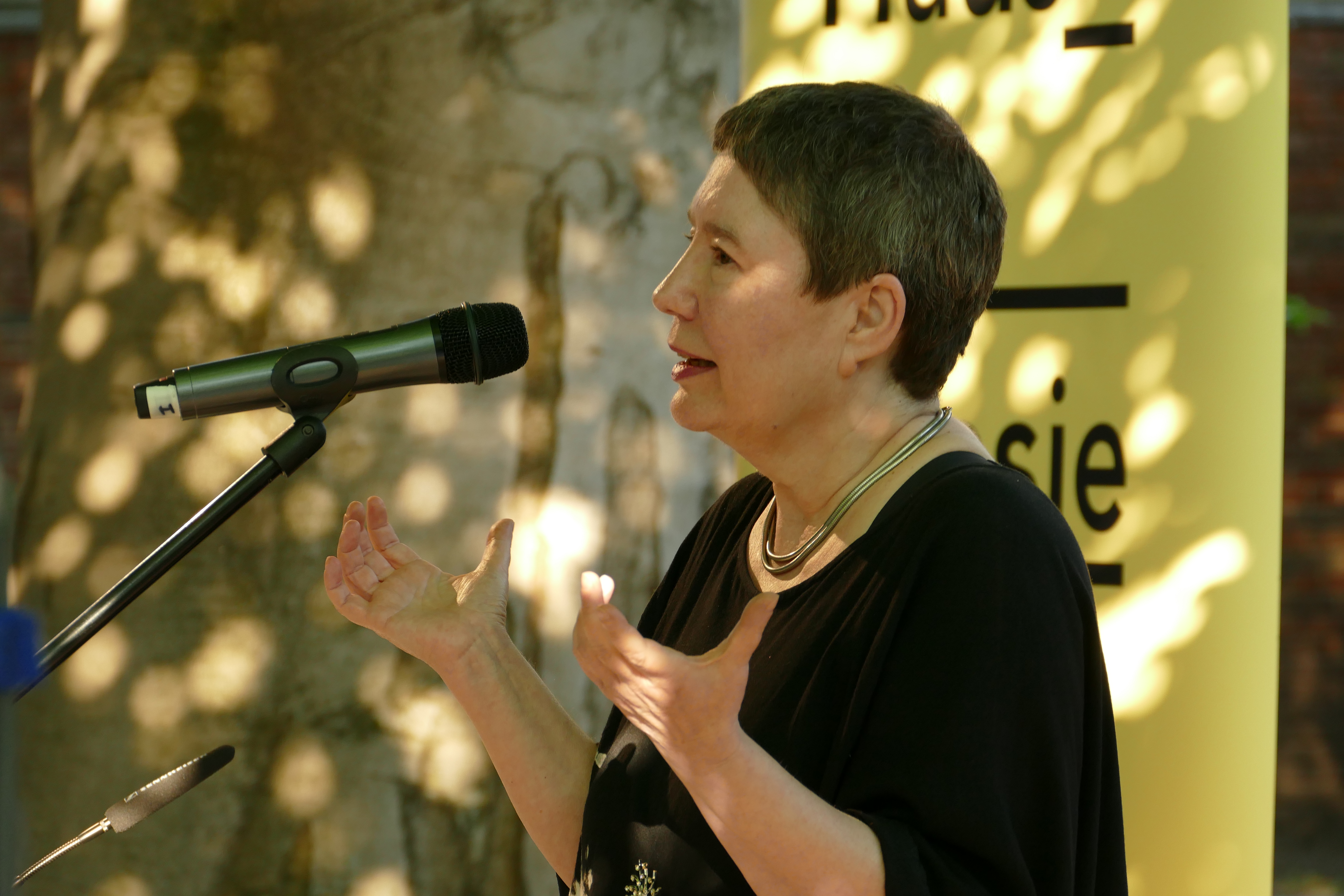
Brigitte Oleschinski beim Poesiefestival Berlin 2018

Brigitte Oleschinski (* 10. August 1955 in Köln) ist eine deutsche Politologin und Lyrikerin.

## Leben
Brigitte Oleschinski studierte  Politische Wissenschaft an der Freien Universität Berlin. 1993 promovierte sie mit einer Arbeit über die Geschichte der Gefängnisseelsorge in der Weimarer Republik und im „Dritten Reich“ zum Doktor der Philosophie. 1990 arbeitete sie bei der Gedenkstätte Deutscher Widerstand in Berlin. 1992 gehörte sie zu den Mitbegründern des Dokumentations- und Informationszentrums Torgau, für das sie einige historische Abhandlungen herausgab und bearbeitete. Sie lebt heute in Berlin.
Neben ihrer Tätigkeit als Zeithistorikerin veröffentlicht Oleschinski seit 1990 Gedichte und Essays. Angelika Overath bezeichnete sie in der Neuen Zürcher Zeitung als „zu den bedeutenden neuen Stimmen der deutschsprachigen Lyrik“ gehörend. Oleschinski vertritt die Sichtweise, dass Bedeutungen und Wirkungen von Gedichten nicht aus der Intention des Schreibenden erwachsen, sondern in jedem einzelnen Rezipienten individuell entstehen. Gedichte seien, meint sie, latente Energien, die durch ein Sich-darauf-Einlassen freigesetzt würden. Oleschinski gehört seit 1998 dem PEN-Zentrum Deutschland an.

## Auszeichnungen (für Lyrik)
- 1998: Förderpreis zum Bremer Literaturpreis
- 1998: Peter-Huchel-Preis
- 2001: Ernst-Meister-Preis für Lyrik
- 2004: Erich-Fried-Preis[2].
- 2023: Literaturpreis Ruhr für die Übertragung von Grabtuch aus Schmetterlingen, zusammen mit der Autorin Lina Atfah und dem Mitübersetzer Osman Yousufi.[3]

## Werke (Auswahl)
Als Autorin:
- Mental heat control. Reinbek bei Hamburg 1990.
- Mut zur Menschlichkeit. Der Gefängnisgeistliche Peter Buchholz im Dritten Reich. Königswinter 1991.
- „Ein letzter stärkender Gottesdienst …“. Die deutsche Gefängnisseelsorge zwischen Republik und Diktatur 1918–1945. Berlin 1993 (Dissertation).
- Gedenkstätte Plötzensee. Berlin 1994 (PDF-Datei; 3,84 MB)
- Die Schweizer Korrektur. Basel 1995 (zusammen mit Durs Grünbein und Peter Waterhouse).
- „Feindliche Elemente sind in Gewahrsam zu halten“. Die sowjetischen Speziallager Nr. 8 und Nr. 10 in Torgau 1945–1948. Leipzig 1997 (zusammen mit Bert Pampel).
- Your passport is not guilty. Reinbek bei Hamburg 1997.
- Reizstrom in Aspik. Köln 2002.
- Argo cargo. Heidelberg 2003.
- Geisterströmung. Köln 2004.
- Rollrasen auf der Selbstfahrlafette. Zu drei Gedichten von Ron Winkler. In: BELLA triste, Nr. 17 (Sonderausgabe zur deutschsprachigen Gegenwartslyrik), Hildesheim 2007.

Als Herausgeberin:
- Das Torgau-Tabu. Leipzig 1993 (zusammen mit Norbert Haase).
- Torgau – ein Kriegsende in Europa. Bremen 1995 (zusammen mit Norbert Haase).

Als Übersetzerin:
- Susan N. Kiguli: Zuhause treibt in der Ferne. Gedichte. Englisch–deutsch. Herausgegeben von Indra Wussow. Verlag Das Wunderhorn, Heidelberg 2012, ISBN 978-3-88423-404-4.
- Lina Atfah: Grabtuch aus Schmetterlingen. Gedichte. Arabisch-deutsch. Übersetzt und nachgedichtet von Brigitte Oleschinski und Osman Yousufi. Pendragon Verlag, Bielefeld 2022, ISBN 978-3-86532-808-3.